# Hellboy: Seed of Destruction
Hellboy: Seed of Destruction é a primeira minissérie em quadrinhos do personagem Hellboy, criado por Mike Mignola e publicado pela editora Dark Horse Comics. A primeira publicação aconteceu em março de 1994, escrita e desenhada pelo próprio Mignola, auxiliado por John Byrne no roteiro. A revista conquistou dois prêmios Eisner, um para "Melhor Álbum Gráfico" e "Melhor Escritor" (Mike Mignola).
O personagem surgiu como um desenho que Mignola fazia para fãs nas convenções de quadrinhos. Para a estreia oficial de Hellboy, Mignola convidou John Byrne para ajudá-lo no roteiro, pois, até então, não tinha experiência como escritor.
A editora Mythos publicou a minissérie no Brasil em diversos formatos. Este foi, em parte, a base para o primeiro filme do personagem.